# 標的 (小説)
『標的』（ひょうてき）は、真山仁の社会派長編小説である。2016年7月から2017年3月まで、冨永検事シリーズ『売国』の続編として『産経新聞』に連載され、大幅に加筆修正されたのち2017年6月29日に文藝春秋から単行本が刊行された。
2017年10月4日にテレビ東京系でテレビドラマ化される。

## あらすじ
上司の羽瀬喜一から呼び出された冨永真一と藤山あゆみは、厚生労働大臣の越村みやびの受託収賄の捜査を命じられる。越村みやびは、清廉潔白が売りの次期総裁選の有力候補で、日本初の女性総理になると言われる人気絶大な女性議員だ。しかし、楽田恭平から得た賄賂を社会福祉改革の法案成立のために、反対する議員に金をばら撒いた疑惑があるという。
冨永は藤山とともに越村みやびを賄賂罪で告発するという片岡と会う。しかし、頼りない証拠品と、CFOを解雇になった片岡が依頼したという宮崎穂積弁護士の発言に疑念を深める。はっきりした証拠が掴めないまま、羽瀬から捜査中止を申し渡される。取り下げるはずがない片岡が告発を取り下げたというが、釈然としない冨永は捜査を続ける。

## 登場人物

### 検察庁
冨永 真一（とみなが しんいち）
東京地検特捜部特殊・直告班の検事。
藤山 あゆみ（ふじやま あゆみ）
東京地検特捜部。冨永と同期の検事だが、年下なので冨永を「先輩」と呼ぶ。
五十嵐 鉄夫（いがらし てつお）
冨永を補佐する、立会事務官。
羽瀬 喜一（はせ きいち）
東京地検特捜部副部長。冨永の上司。
岩下 希美（いわした のぞみ）
東京地検特捜部部長。

### 越村家
越村 みやび（こしむら みやび）
48歳。厚生労働大臣。黛総理から日本初の女性総理にと推され、みやび自身も目標にしている。
金沢の造り酒屋「雪の鶴酒造」10代目の孫で嫡女。早くに両親を亡くす。
越村 俊策（こしむら しゅんさく）
みやびと同い年の夫で「雪の鶴酒造」12代目当主。
大槻 勤（おおつき つとむ）
みやびの公設第一秘書。

### 暁光新聞
神林 裕太（かんばやし ゆうた）
クロスボーダー部の記者。
大塚 有紀（おおつか ゆき）
生活文化部の記者。越村大臣を「政治家の鑑」と尊敬している。
東條 謙介（とうじょう けんすけ）
クロスボーダー部長。神林の上司。

### その他
楽田 恭平（らくた きょうへい）
投資会社JWF（ジャパン・ウエルネス・ファンド）代表。厚労大臣の諮問機関のプラチナ・エンゼル会議の事務局長。
片岡 司郎（かたおか しろう）
37歳。JWFの元CFOで楽田恭平の従兄弟。
黛 新太（まゆずみ あらた）
総理大臣。党則では2期までだが、任期満了後の3期目を狙っている。
宮崎 穂積（みやざき ほづみ）
越村みやびを告発する際に同席した、片岡司郎のヤメ検弁護士。
尾崎 偉史（おざき たけふみ）
東京で政策コンサルタント事務所を構える政策アドバイザー。冨永に情報を提供する。

## テレビドラマ
『巨悪は眠らせない 特捜検事の標的』（きょあくはねむらせない とくそうけんじのひょうてき）のタイトルで、2017年10月4日21時 - 22時48分にテレビ東京系で放送された。主演は玉木宏。2016年10月5日に放送された『巨悪は眠らせない 特捜検事の逆襲』の続編として放送される。

### キャスト
- 冨永 真一：玉木宏
- 神林 裕太：勝地涼[4]
- 五十嵐 鉄夫：萩原聖人
- 岩下 希美：羽田美智子
- 藤山 あゆみ：滝沢沙織
- 大塚 有紀：黒川智花
- 丹波 満（冨永と元同期のヤメ検弁護士）：野間口徹
- 浅尾 匡（内閣官房長官）：団時朗
- 青山 省吾（経済産業大臣）：利重剛
- 上城 圭太郎（国税局査察部 調査官）：渡辺邦斗
- 片岡 司郎：上杉柊平
- 大槻 勤：有福正志
- 萩原 直樹（みやびの秘書）：山中聡
- 財部 真理子（楽田の秘書）：安座間美優[5]
- 楽田 遼子（楽田の元妻・JWF元副社長）：真瀬樹里[6]
- リポーター：西野志海（テレビ東京アナウンサー）
- 楽田 恭平：中村俊介
- 東條 謙介：田中哲司
- 黛 新太：柴俊夫
- 宮崎 穂積：本田博太郎
- 冨永 一雄：田村亮
- 越村 俊策：岩城滉一
- 羽瀬 喜一：奥田瑛二（特別出演[7]）
- 越村 みやび：名取裕子[8]
- 佐々木一平、城戸裕次、田村幸士、新虎幸明 ほか

### スタッフ
- 原作：真山仁『標的』（文藝春秋刊）
- 脚本：金子ありさ
- 監督：権野元
- 音楽：住友紀人
- 選曲：石井和之
- 検察監修：高井康行、平尾覚、木目田裕
- 法律監修：太田達也
- 社会福祉監修：高山善文
- 音響効果：サウンドライズ
- スタントコーディネーター：出口正義（Gocoo）
- 技術協力 - フォーチュン
- 照明協力 - Kカンパニー
- 美術協力 - フジアール
- ポスプロ - ブル、三友
- スタジオ：角川大映スタジオ
- 企画協力：アオイコーポレーション
- プロデューサー：田淵俊彦（テレビ東京）、田辺勇人（テレビ東京）、藤尾隆（テレパック）、金澤友也（テレパック）
- 制作協力：テレパック
- 製作著作：テレビ東京